# Дом Струкова (Петергоф)
Дом Струкова — памятник архитектуры. Расположен в Петергофе, современный адрес дома — Санкт-Петербургский проспект, 11.
Дом построен для лейб-гвардии поручика уланского полка П. А. Струкова (впоследствии генерала) в 1827—1828 годах по проекту В. Ф. Федосеева.
Здание расположено с отступом от красной линии. Оно прямоугольное в плане, высокое, одноэтажное, оштукатуренное. Центральный кубический объём завершён цилиндрическим бельведером с семью окнами и дверями, выходящими на окружённую кованой железной решёткой площадку. У крыши три уступа, нижний из которых украшен как бы поддерживающими её кронштейнами, а на верхнем уступе стоял флагшток. Решётка ограждения сделана в советское время с простым рисунком из вертикальных стержней; согласно историческому чертежу, такой же простой ограда и была запланирована.
С запада и востока примыкают крылья с фронтонами с модульонами, северный и южный фасады украшены классическими портиками.

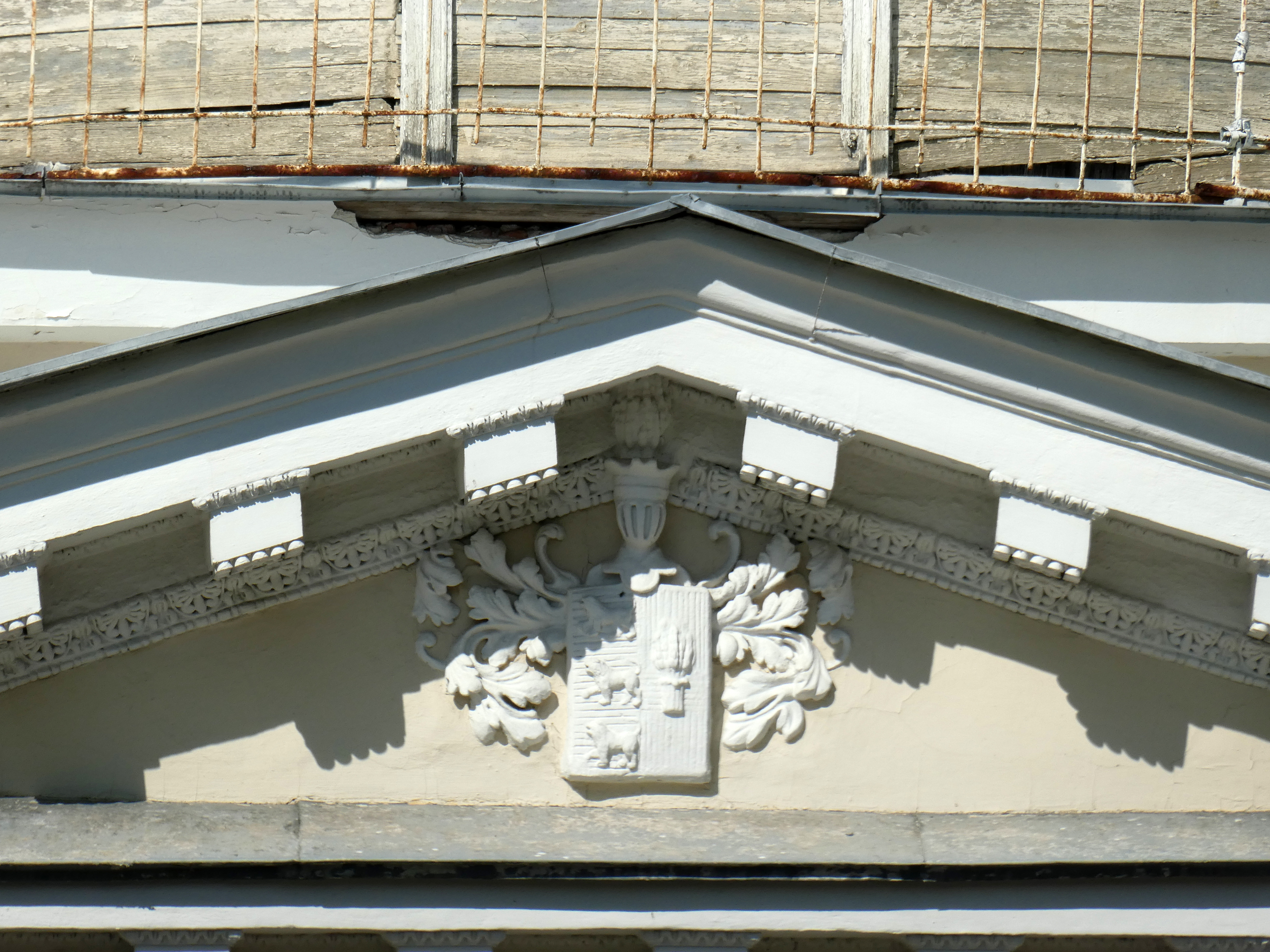
Герб на южном фронтоне дома

У южного портика четыре колонны дорического (тосканского) ордера с профилированным антаблементом, украшенным лепными венками фризом и дворянским гербом на треугольном фронтоне. На фасаде — два больших полуциркульных окна и схожая с ними дверь, верхние части этих трёх проёмов декорированы широкими лепными архивольтами с растительным орнаментом, все проёмы фланкированы пилястрами. Между окнами стена украшена венками и выступающими тягами. У окон на крыльях с южной стороны прямоугольная форма, они украшены линейными сандриками на волютообразных кронштейнах с лепными порезками, между кронштейнами сделан растительный орнамент, в подоконных простенках сделана ложная балюстрада.
Северный (выходящий в сад) фасад украшен меньше. У портика четыре пилястры тосканского ордера с полуциркульным завершением и треугольным ложным фронтоном. Окна расположены в два яруса, имитируя аттик второго этажа — два нижних окна и центральная дверь прямоугольные, без украшений, у трёх окон второго яруса сделаны полуциркульные завершения.
На всех фасадах у окон сделаны подоконные тяги. Оконные проёмы на восточном, северном фасаде и на крыльях с северной стороны прямоугольные, с линейными сандриками на валютообразных кронштейнах с лепными порезками и растительным орнаментом между кронштейнами.
Изначально в здании было три прямоугольных помещения на первом этаже (зал-вестибюль, гостиная и лестница), на втором этаже были спальня и кабинет. В 1831 году владелец построил на участке второй дом и жил там, первое здание осталось парадным, после революции использовался как жилые помещения. После Великой Отечественной войны дом был восстановлен и использовался как административное здание (райжилуправление, райисполком, районная библиотека и прочие учреждения), в 1970 году прошёл реставрационный ремонт, до 2016 года дом был дворцом бракосочетаний.